# Andrea Losco
Andrea Losco (Cardito, 31 marzo 1951) è un politico italiano.

## Biografia
Laurea in giurisprudenza nel 1975, dirigente presso il Formez, sindacalista CISL, è stato consigliere comunale di Cardito dal 1976 al 1995, di cui sindaco dal 1984 al 1985 e dal 1991 al 1993, consigliere dal 1990 al 1995 e assessore provinciale dal 1993 al 1995 a Napoli, consigliere regionale della Campania dal 1995 al 2005, e brevemente presidente della giunta regionale campana dal 23 marzo 1999 al 18 maggio 2000.
Esponente della Margherita, è stato componente dell'assemblea costituente e membro della direzione nazionale del partito (dal 2003 al 2005) e componente dell'assemblea nazionale (dal 2006).
È stato deputato del Parlamento europeo, subentrato nel maggio 2006 per la lista Uniti nell'Ulivo nella circoscrizione sud, dopo la rinuncia di Massimo D'Alema, nel frattempo nominato vicepresidente del Consiglio dei ministri nel Governo Prodi II. Alle elezioni del 2004, Losco aveva ottenuto 81 000 preferenze. È stato iscritto al gruppo dell'Alleanza dei Democratici e dei Liberali per l'Europa ed è stato membro della Commissione per i problemi economici e monetari e della Delegazione per le relazioni con il Mercosur.